# غونغ يو
غونغ يو (الكورية: 공지철) هو عارض وممثل كوري جنوبي، ولد في 10 يوليو 1979 في كوريا الجنوبية.

## الأعمال

### أفلام
- صامت (2011)
- قطار بوسان (2016)
- عصر الظلال (2016)

### مسلسلات تلفزيونية
| السنة     | عنوان                   | الدور                        | ملاحظة                 | قناة البث  | مراجع       |
| --------- | ----------------------- | ---------------------------- | ---------------------- | ---------- | ----------- |
| 2001      | المدرسة 4               | هوانغ تاي يونغ               | الحلقة 29-48           | كي بي اس   |             |
| 2002      | كلما دقات القلب         | بارك تشان هو                 |                        |            |             |
| 2002      | حب جم                   | سيو كيونغ تشول               |                        | كي بي اس   |             |
| 2003      | 20 عام                  | سيو جون                      |                        |            | [ 5 ] [ 6 ] |
| 2003      | أفضل مسرح: الطبق الطائر | كي جين                       | الحلقة 533             |            |             |
| 2003      | شاشة                    | كيم جون بيو                  |                        | إس بي إس   |             |
| 2003      | غرفتي ، غرفتك           | كيم سونغ جون                 |                        |            | [ 7 ]       |
| 2005      | مرحبا يا معلتمي         | بارك تاي إن                  | الدور القيادي          | إس بي إس   |             |
| 2006      | يوم جميل                | هذا هو غون                   | الدور القيادي          | إم بي سي   | [ 8 ]       |
| 2007      | مقهى الامير             | تشوي هان كيول                | الدور القيادي          | إم بي سي   | [ 9 ]       |
| 2012      | الكبير                  | سيو يون جاي / كانغ كيونغ جون | الدور القيادي          | كي بي إس 2 | [ 10 ]      |
| 2013      | وكالة المواعدة: سيرانو  | ساحر                         | دور الكاميو (الحلقة 9) | تي في ان   | [ 11 ]      |
| 2016–2017 | العفريت                 | عفريت / كيم شين              | الدور القيادي          | تي في ان   | [ 12 ]      |

### سلسلة ويب
| عام  | عنوان        | الشبكة  | الدور       | ملاحظة                    | مراجع  |
| ---- | ------------ | ------- | ----------- | ------------------------- | ------ |
| 2021 | لعبة الحبار  | نتفليكس | مجند        | دور الكاميو (الحلقة1 و 9) | [ 13 ] |
| 2021 | البحر الصامت | نتفليكس | هان يون جاي |                           | [ 14 ] |

## وصلات خارجية
- غونغ يو على موقع IMDb (الإنجليزية)
- غونغ يو على موقع روتن توميتوز (الإنجليزية)
- غونغ يو على موقع ألو سيني (الفرنسية)
- غونغ يو على موقع ميوزك برينز (الإنجليزية)
- غونغ يو على موقع أول موفي (الإنجليزية)
- غونغ يو على موقع قاعدة بيانات الفيلم (الإنجليزية)
- غونغ يو على موقع كينوبويسك (الروسية)